# Đurđevac
Đurđevac (Hongaars: Szentgyörgyvár , Duits: Sankt Georgwar) is een stad in de Kroatische provincie Koprivnica-Križevci.
Đurđevac telt 8862 inwoners.
Steden (gradovi): Koprivnica · Đurđevac · Križevci

Gemeenten (općine): Drnje · Đelekovec · Ferdinandovac · Gola · Gornja Rijeka · Hlebine · Kalinovac · Kalnik · Kloštar Podravski · Koprivnički Bregi · Koprivnički Ivanec · Legrad · Molve · Novigrad Podravski · Novo Virje · Peteranec · Podravske Sesvete · Rasinja · Sokolovac · Sveti Ivan Žabno · Sveti Petar Orehovec · Virje